# درو كولمان
درو كولمان (بالإنجليزية: Drew Coleman) هو لاعب كرة قدم أمريكية أمريكي، ولد في 22 أبريل 1983 في هندرسون في الولايات المتحدة.

## وصلات خارجية
- درو كولمان على موقع مرجع كرة القدم المحترفة.كوم (الإنجليزية)